# DS5

El DS5 fue un monovolumen crossover del segmento D fabricado por Citroën desde septiembre de 2011. El DS5 se presentó en el Salón del Automóvil de Shanghái en abril de 2011.
Es el tercer modelo de la gama DS. El Citroën DS5 está basado en la plataforma PF2 del Peugeot 3008, no en la plataforma del Citroën C5, como su nombre indica.
Al igual que el prototipo original, el Citroën C-SportLounge, su interior está inspirado en gran medida en la aviación y está disponible con dos consolas centrales.
La carrocería es una mezcla de hatchback con familiar, similar a la carrocería Shooting-brake, mide 4.530 mm (178,3 pulgadas) de largo y 1.871 mm (73,7 pulgadas) de ancho.

## Introducción

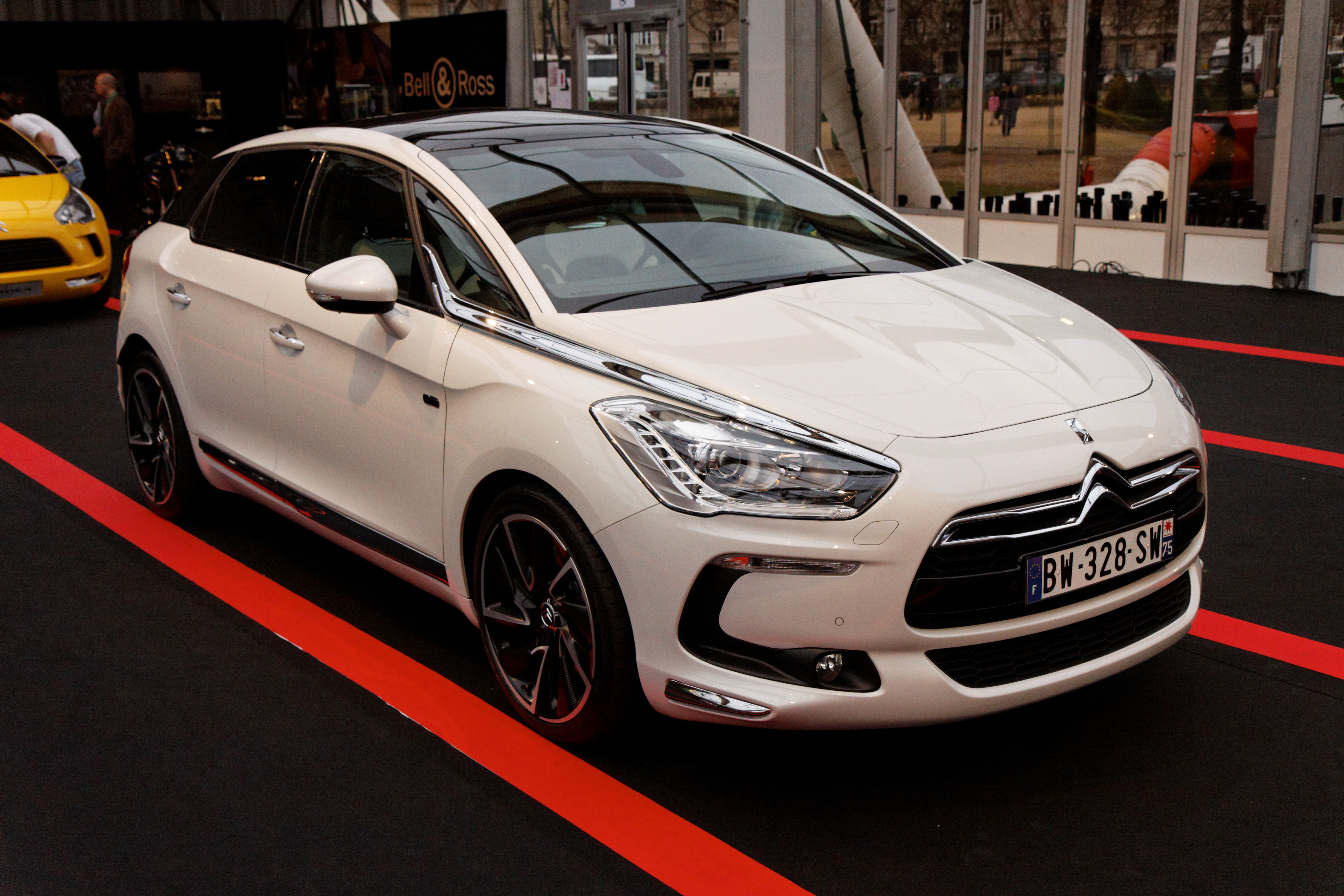
DS5.

### Presentación
El Citroën DS5 se presentó el 18 de abril de 2011 en el salón del automóvil de Shanghái. Diseñado y fabricado en Francia, se producirá en China a partir del 2012, por la empresa de cooperación PSA Peugeot Citroën, Chang´an. Este automóvil está basado en el prototipo Citroën C-SportLounge, presentado en 2005.

### Descripción del Citroën DS5
El DS5 combina la longitud de una berlina casi 4,50 metros, pero con un corte de un crossover pero sin alcanzar la altura de un monovolumen familiar como el Citroën C4 Picasso ya que el DS5 sólo alcanza 1,50 metros. El aspecto de este coche recuerda a ciertos modelos americanos de Chrysler, deportivos pero al mismo tiempo robusto. Citroën presenta este modelo como un cuatro puertas con cinco plazas reales. Este modelo se presenta en España desde un precio de salida de 25.890 en 2013. El DS5 se puede configurar con tres acabados diferentes Design, Style y Sport.
Su interior nos recuerda al del Citroën CX.
Dada su distancia entre ejes mayor que la de algunas berlinas medias, el DS5 se mete de lleno dentro del segmento D.

### Fabricación
El primer DS5 se fabricó en la fábrica de PSA de Sochaux. Es el primer vehículo de Citroën fabricado por Peugeot y se seguirá fabricando a fin de suministrar el mercado europeo. La cifra estimada de producción es de 45.000 vehículos anuales.

### Ventas
Citroën España comercializa el modelo a partir de febrero de 2012, mientras que en Francia se comercializa desde septiembre de 2011. A fecha de mayo de 2013, las ventas alcanzaron un volumen del 18% en Europa y un 11% en España, reafirmando la estabilidad de los nuevos modelos de la gama DS. La estrategia de Citroën con el DS5, es diferenciarse con unos modelos con grandes prestaciones tecnológicas que le permite aumentar el margen de beneficio por cada modelo vendido.

## Motorización

### Gasolina THP
- THP 155cv
- THP 200cv

### Diésel
- HDi 110cv
- HDi 160cv
- BlueHdi 120cv 1.6
- BlueHDi 150cv
- e-HDI 180cv
- e-HDI 114cv

### Hybrid4
- Hybrid4 200cv

## Acabados
Los niveles de acabados en España serán acordes a los de la línea DS.

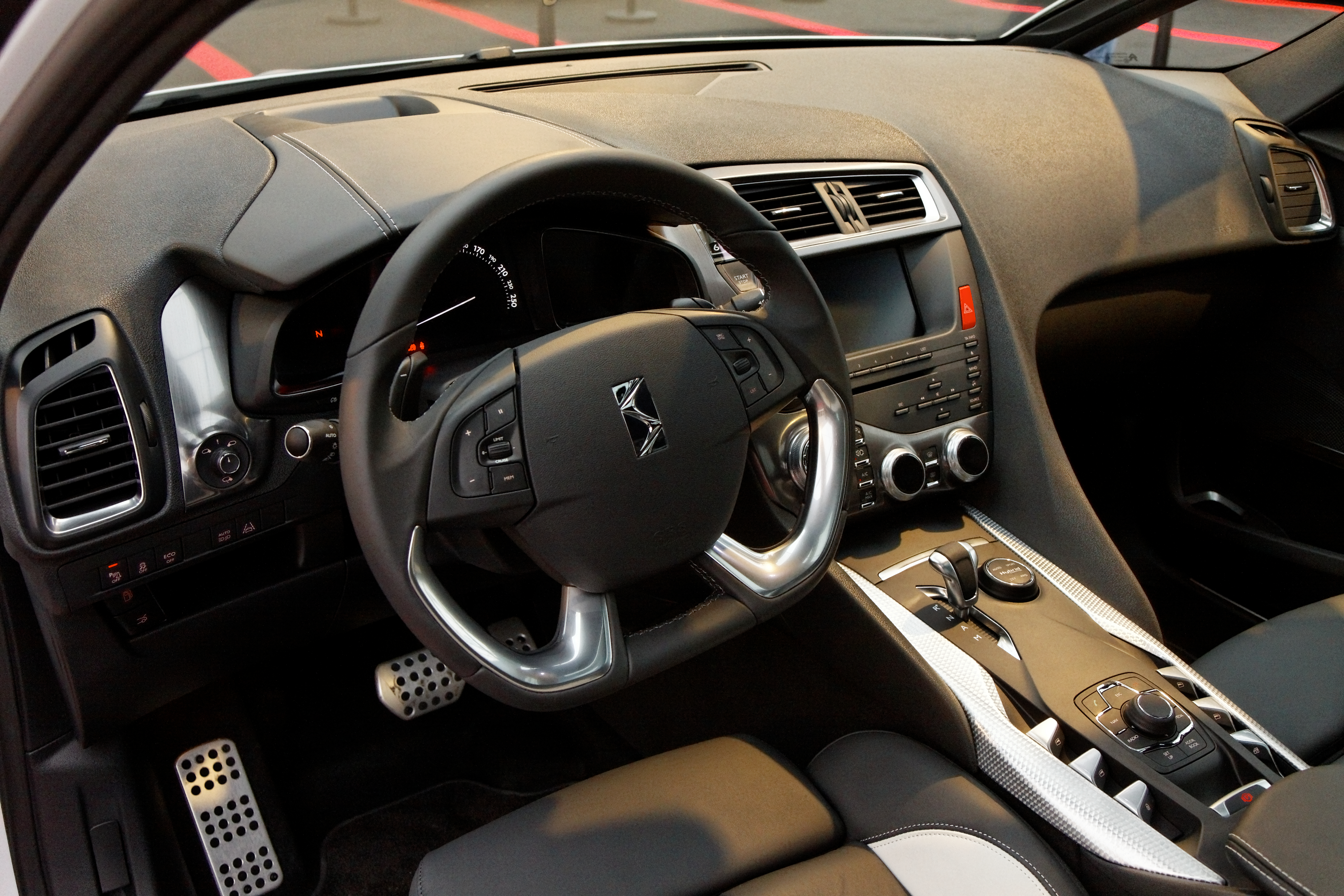
Interior

### Citroën DS5 Sport
Será el equivalente al Sport Chic en Francia

### Citroën DS5 Style
Equivale al So Chic en Francia

### Citroën DS5 Design
Equivale al Chic en Francia

### Variante para China
En el 2014 se lanza al mercado un DS5 LS, una berlina tricuerpo basada en el DS5 europeo.

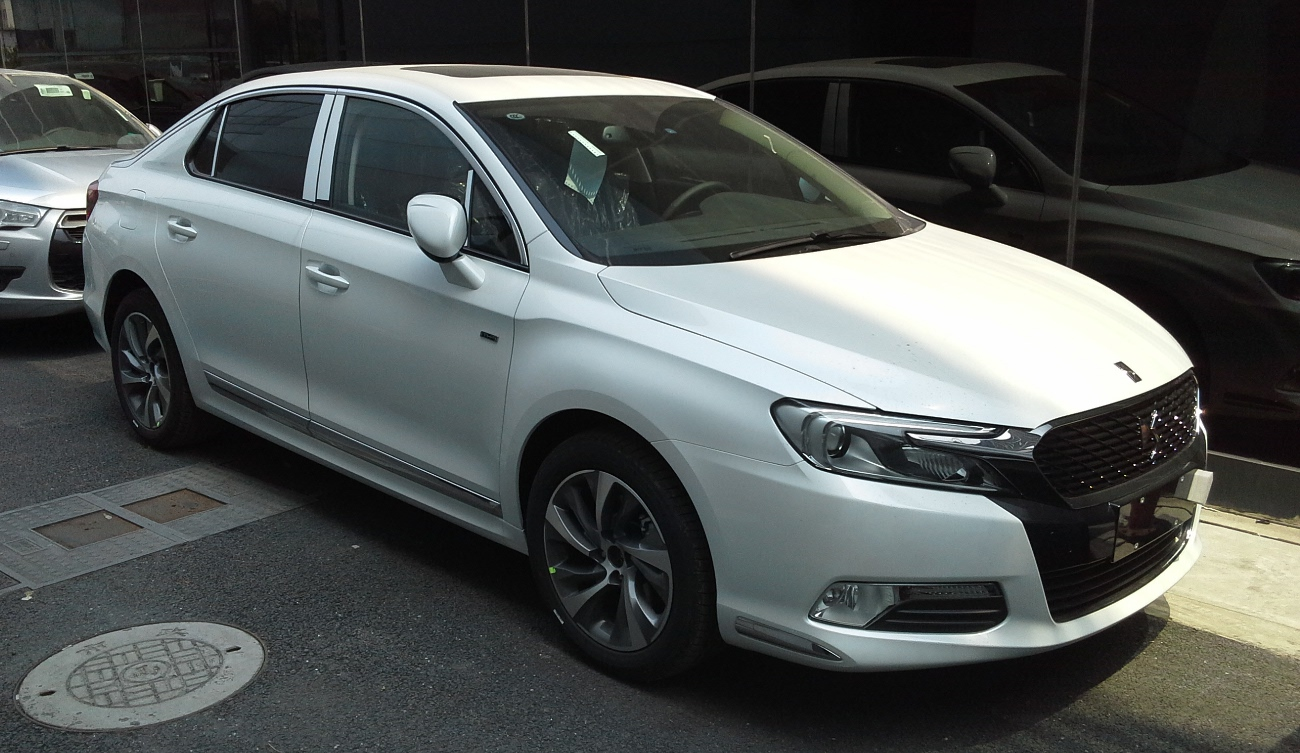
DS5 LS (Mercado chino)
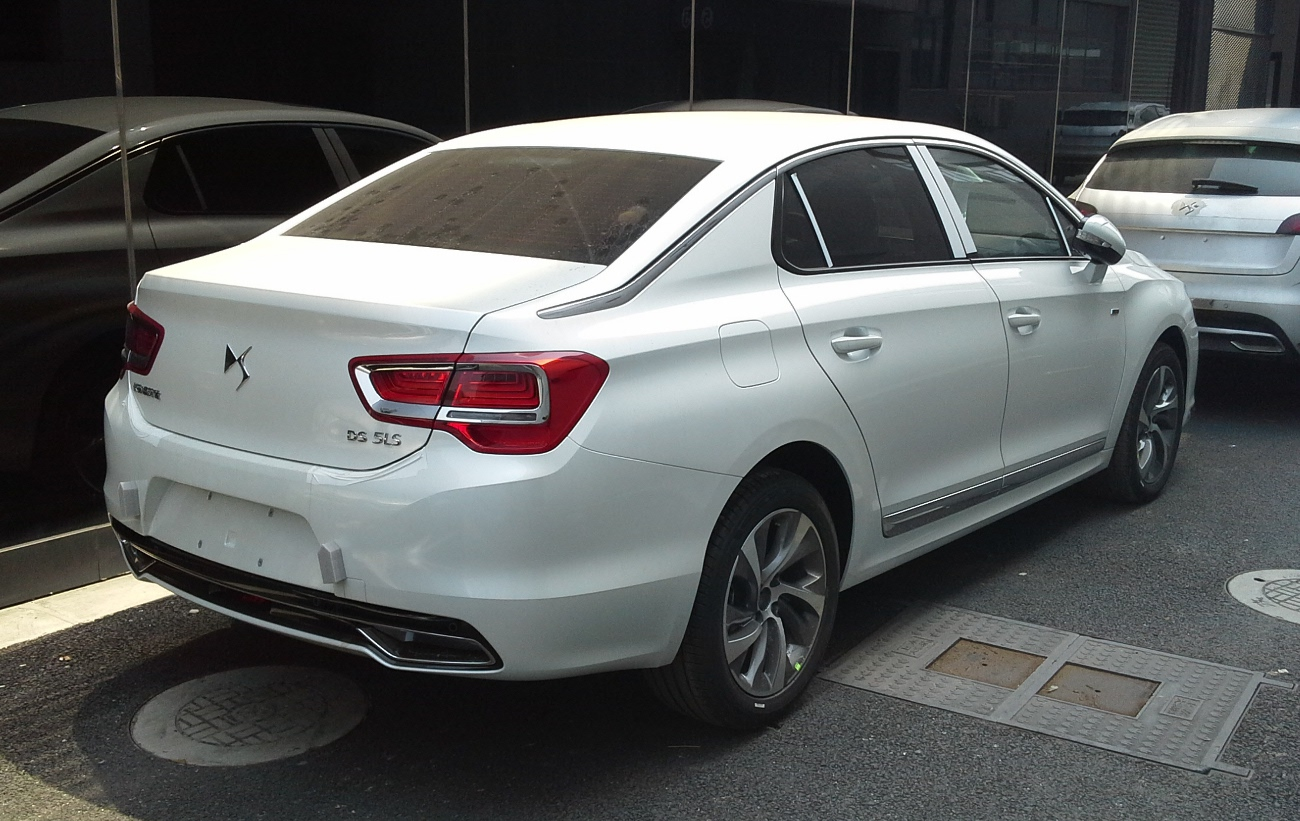
DS5 LS (Mercado chino). Vista posterior